# Wasserfeder
Die (Europäische) Wasserfeder oder Wasserprimel (Hottonia palustris) ist eine der beiden Pflanzenarten aus der Gattung der Wasserfedern (Hottonia) innerhalb der Familie der Primelgewächse (Primulaceae). Sie gedeiht in den gemäßigten Zonen Europas und Kleinasiens.

## Beschreibung

### Vegetative Merkmale
Die Wasserfeder ist eine überwinternd grüne, ausdauernde krautige Pflanze. Sie wächst normalerweise untergetaucht im Süßwasser. Die submerse, mit zahlreichen fadenförmigen, weißen Wurzeln versehene Hauptsprossachse der Stängelpflanze wird 15 bis 50 Zentimeter lang und wurzelt im Schlamm. An ihr wachsen aus den Knoten rosettig genäherte, hellgrüne Laubblätter, die bei einer Länge von bis zu 8 Zentimetern kammförmig gefiedert sind. Die meist 3, selten bis zu 5 Zentimeter langen sowie 1,5 Millimeter breiten Blattabschnitte können gegabelt sein. Sowohl der Blütenstand als auch der Stängel sind mit roten Stieldrüsen und weißen borstlichen Haaren besetzt.

### Generative Merkmale
In den Blattachseln stehen 30 bis 50 Zentimeter lange Blütenstände, die über die Wasseroberfläche ragen. In etagenartig angeordneten Quirlen sind jeweils drei bis sechs gestielte Blüten angeordnet. Die Blütenstiele sind etwa so lang wie die Tragblätter. Als Fruchtstiele verlängern sie sich und sind dann abwärts gekrümmt.
Die zwittrigen Blüten sind fünfzählig mit doppelter Blütenhülle. Der Blütenkelch ist tief, nämlich bis zu drei Vierteln eingeschnitten. Er ist 3 bis 4 Millimeter lang. Die weiße bis blassrosafarbene Blütenkrone weist einen Durchmesser von bis zu 2 Zentimetern auf. Die Kronröhre ist etwa so lang wie der Kelch. Die Kronzipfel sind 7 Millimeter lang, verkehrt eiförmig, stumpf oder etwas ausgerandet.
Die Kapselfrüchte sind kugelig und kürzer als der Kelch. Sie enthalten zahlreiche ellipsoidische oder kugelig-stumpfkantige Samen von etwa 0,5 Millimeter Durchmesser. Sie sind frisch gereift hellbraun und werden später schwarzbraun.
Die Chromosomenzahl beträgt 2n = 20.

## Ökologie

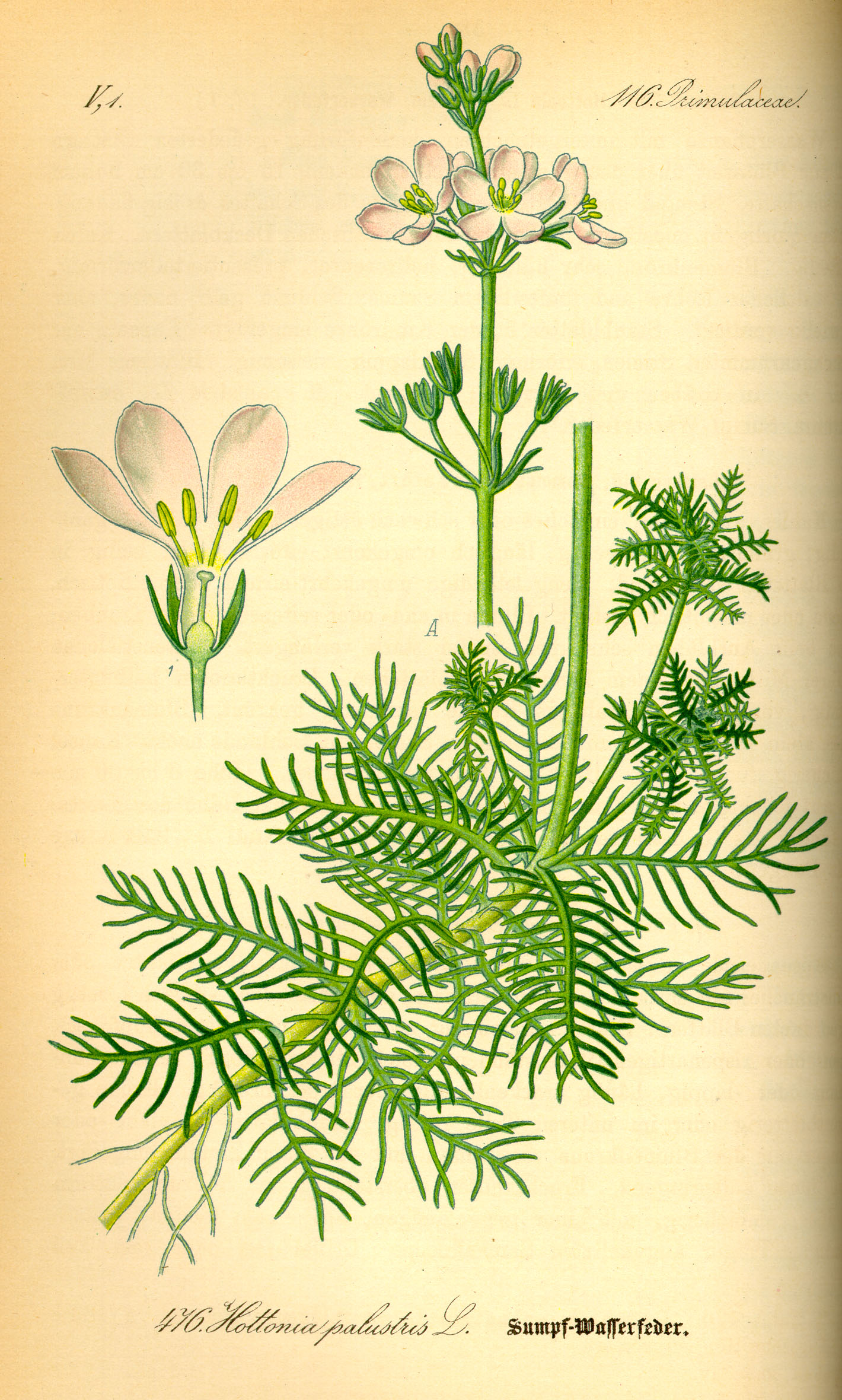
Illustration

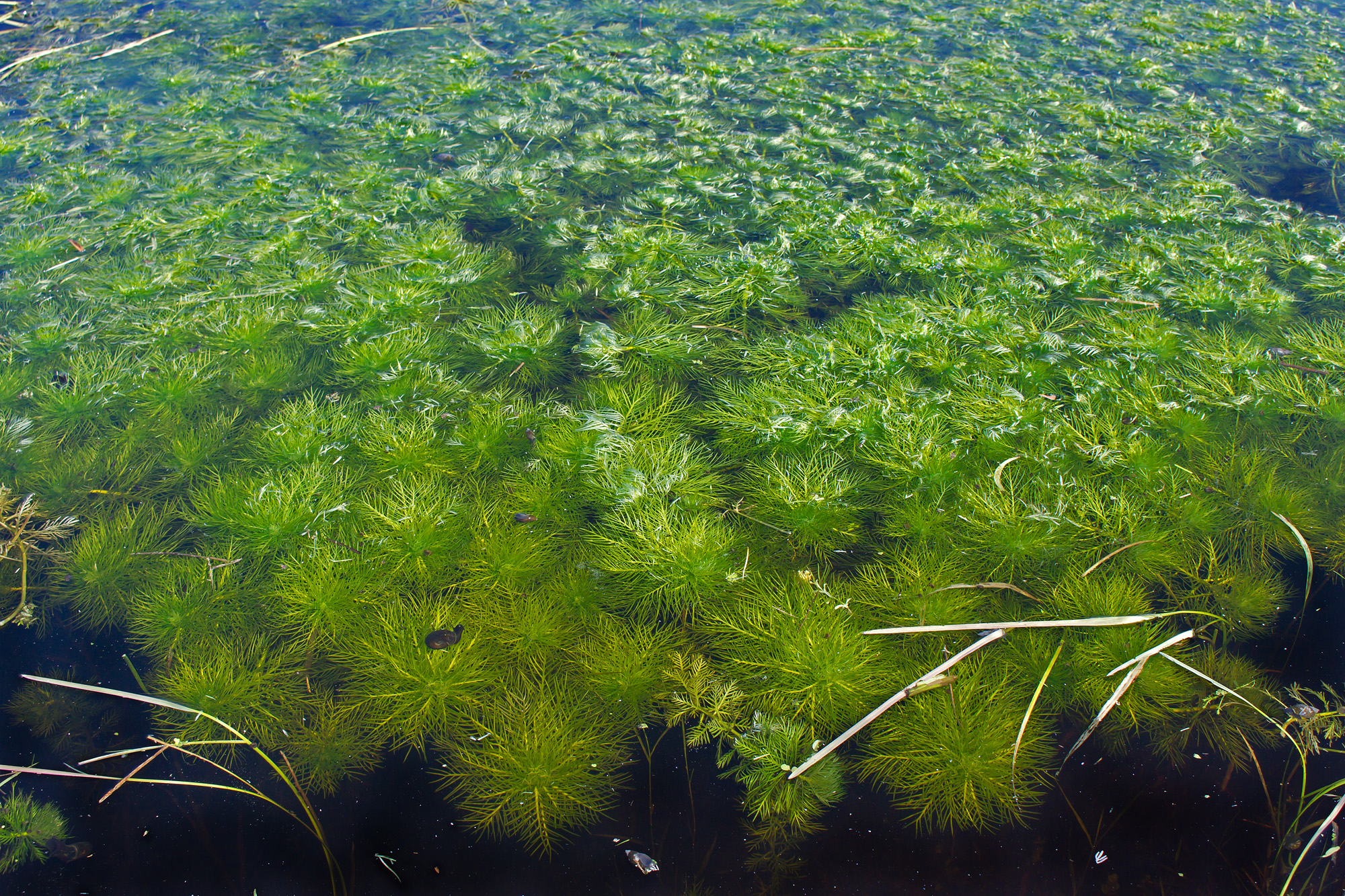
Vegetativer Unterwasserbestand

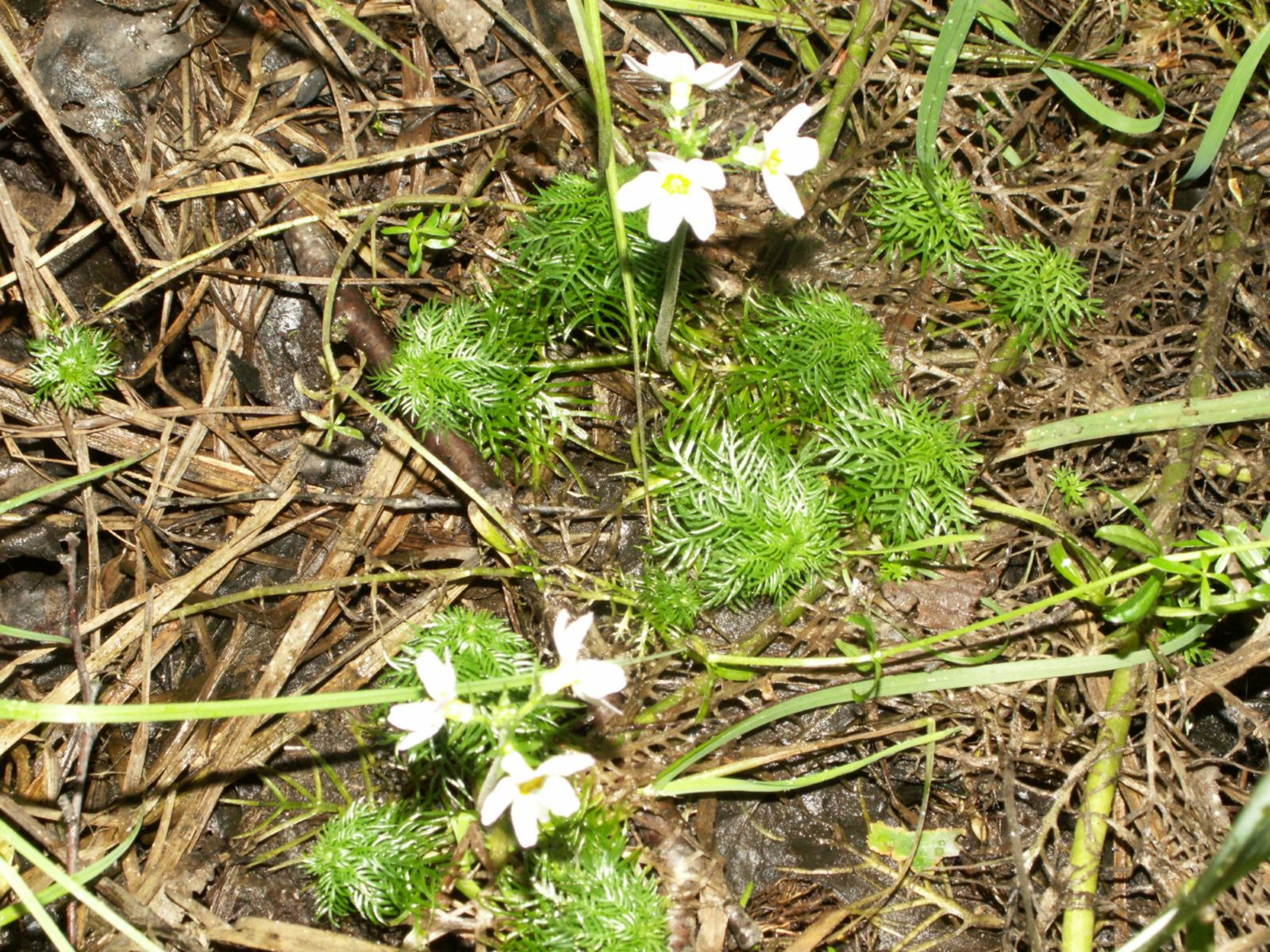
Landform der Wasserfeder

Bei der Wasserfeder handelt es sich um einen hydromorphen Hydrophyten; eine unter Wasser wurzelnde Wasserpflanze, in trocken fallenden Gewässern seltener eine Sumpfpflanze. Die stark zerteilten Blätter dienen zur Oberflächenvergrößerung und damit zur besseren Aufnahme von Nährsalzen sowie von Sauerstoff und Kohlendioxid. Die Wasserpflanze überdauert als grüne Pflanze und übersteht auch das Einfrieren in winterlichen Gewässern recht gut. Vegetative Vermehrung erfolgt durch Verzweigung im Wasser.
Die Europäische Wasserfeder ist in der Lage, das temporäre Austrocknen eines Gewässers zu überstehen. Sie bildet dann einen dichten Rasen über dem feuchten Schlammboden, wobei die Blätter wesentlich kleiner bleiben als bei der aquatilen Form.
Blütenökologisch handelt es sich um eine „Nektar führende Scheibenblume“. Die Blüten sind verschiedengrifflig, sie zeigen also Heterostylie. Bestäuber sind Zweiflügler, besonders Schwebfliegen und andere kurzrüsselige Insekten. Zuweilen bleiben die Blüten geschlossen, also kleistogam. Die Blütezeit reicht von Mai bis Juli. Die Heterostylie wurde gerade bei dieser Art von Christian Konrad Sprengel zum ersten Mal beobachtet und 1793 beschrieben. Die Narbe tritt bei den langgriffeligen Blüten etwa 1 bis 2 Millimeter weit aus der Kronröhre hervor. Bei den kurzgriffeligen Blüten reicht sie bis zum Eingang der Kronröhre. Sprengel schreibt dazu wörtlich: „Ich glaube nicht, daß dieses etwas zufälliges, sondern eine Einrichtung der Natur ist, ob ich gleich nicht im Stande bin, die Absicht derselben anzuzeigen.“
Die kugeligen Kapselfrüchte öffnen sich durch fünf Klappen am oberen Ende. Die Diasporen breiten sich durch Schwimmausbreitung sowie als Anhafter an Wasservögeln aus.

## Vorkommen
Die Europäische Wasserfeder ist im klimatisch gemäßigten Europa (ohne Mittelmeergebiet), im europäischen Teil Russlands sowie punktuell in Kleinasien vertreten. Sie kommt in Mitteleuropa zerstreut vor. Ihr Verbreitungsgebiet umfasst die Länder Frankreich, Deutschland, Belgien, die Niederlande, Dänemark, die Schweiz, Österreich, Tschechien, Polen, die Slowakei, Ungarn, Italien, Kroatien, Slowenien, Serbien, Lettland, Litauen, Belarus, die Ukraine, Moldau, Rumänien, die Türkei und das europäische Russland.
Ihr Lebensraum sind seichte, nur mäßig nährstoffreiche Gewässer wie Gräben, Tümpel, Moorseen und Altwässer. Die Wasserfeder ist vorwiegend in Tiefebenen zu finden. Die Wasserfeder ist pflanzensoziologisch die Charakterart einer Assoziation, die mit den Begleitarten Sumpf-Wasserstern (Callitriche palustris), Kleiner Wasserlinse (Lemna minor) und Gewöhnlichem Froschlöffel (Alisma plantago-aquatica) das Hottonietum palustris Tx. 1937 bilden kann.
Die ökologischen Zeigerwerte nach Landolt et al. 2010 sind in der Schweiz: Feuchtezahl F = 5w+ (überschwemmt aber Feuchtigkeit stark wechselnd), Lichtzahl L = 3 (halbschattig), Reaktionszahl R = 3 (schwach sauer bis neutral), Temperaturzahl T = 4+ (warm-kollin), Nährstoffzahl N = 3 (mäßig nährstoffarm bis mäßig nährstoffreich), Kontinentalitätszahl K = 3 (subozeanisch bis subkontinental).

## Bedrohung und Schutz
Mancherorts in Mitteleuropa steht die Wasserfeder auf der Roten Liste der bedrohten Pflanzenarten. So wurde sie 1996 in Deutschland als gefährdet bewertet. Sie ist nach dem deutschen Bundesnaturschutzgesetz und durch die BArtSchV „besonders geschützt“ und darf nicht aus der Natur entnommen werden.

## Nutzung
Die Wurzel wurde früher zum Schwarzfärben verwendet.